# Ubaldo
Ubaldo es un nombre de pila masculino italiano y español.

## Etimología
Su etimología proviene del Germánico hug-bald y significa "Aquel de espíritu audaz", y latinizado en Ubaldus.
Su santo honra a San Ubaldo, obispo de Gubbio, Italia.

## Santoral
Este nombre es muy popular en Italia gracias a Ubaldo de Gubbio.
- 16 de mayo:[2] San Ubaldo de Gubbio, obispo italiano (1084-1160).
- 9 de abril: Ubaldo de AdimarI
- 1 de mayo: Ubaldo de Montajone conocido también como Vivaldo.

## Equivalentes en otros idiomas
| Variantes en otras lenguas |                       |
| Inglés                     | Waldo o Ubaldus o Uba |
| Italiano                   | Ubaldo o Vivaldo      |
| Latín                      | Ubaldus               |
| Chichimeca                 | Ubaldihuatl           |
| Castellano                 | Ubaldo o Baldo        |
| Catalán                    | Ubald                 |
| Euskera                    | Ubald                 |
| Alemán                     | Ubald                 |
| Polaco                     | Ubald                 |
| Francés                    | Ubaldee               |

## Personajes

### Con el nombre
- Ubaldo, "El Pato" Fillol, portero de la selección argentina en 1978.
- João Ubaldo Ribeiro, escritor en lengua portuguesa nacido en Brasil en 1941.
- Ubaldo Bartolini, artista italiano del siglo XX.
- Ubaldo Gandolfi, pintor italiano del siglo XVIII.
- Ubaldo Barbieri, matemático italiano (1874-1945).
- Ubaldo Heredia, beisbolista Venezolano de los Expos.
- Ubaldo Allucingoli, papa Lucio III

### Con el patronímico relacionado
- Antonio Vivaldi, músico italiano, autor de Las cuatro estaciones.
- Germán Valdés, Tin Tán, cómico mexicano con trayectoria en el cine y las carpas.
- Manuel Valdés, El Loco, cómico mexicano de la televisión.
- Marie Claire D'Ubaldo, cantante y compositora argentina, autora de Fallin in to you.